# Ig Snellen
Ignatius Theodorus Maria Snellen (Hilversum, 16 januari 1933 − Bavel, 17 februari 2018) was een Nederlands bestuurskundige en hoogleraar.

## Biografie
Snellen studeerde af in 1954 in de rechten en in 1960 in de politieke en sociale wetenschappen aan de Universiteit van Amsterdam.Hij trad na zijn studies in 1962 in dienst bij Philips. Hij promoveerde in 1975 aan zijn alma mater op Benaderingen in strategieformulering. Hij werd per 1 juli 1978 directeur van het Instituut voor sociaal-wetenschappelijk onderzoek (IVA) aan de Katholieke Universiteit Brabant. Per 1 januari 1983 werd hij aan de Radboud Universiteit Nijmegen benoemd tot hoogleraar met als leeropdracht de sociaal-wetenschappelijke theorie van de beleidsplanning. In 1985 werd hij benoemd tot hoogleraar bestuurskunde te Tilburg. Ook in 1985 redigeerde hij Limits of government. Dutch experiences. In 1989 werd hij benoemd tot gewoon hoogleraar met dezelfde leeropdracht aan de Erasmus Universiteit Rotterdam; in 1989 ging hij daar met emeritaat waarbij hem een liber amicorum en een opstellenbundel werden aangeboden.
In zijn carrière bracht hij veel adviezen uit, onder andere aan de Wetenschappelijke Raad voor het Regeringsbeleid en andere overheidsorganen, onder andere over automatisering en ICT-projecten bij de overheid. Via de media en opiniërende artikelen mengde hij zich ook in het publieke debat. Bovendien was hij mederedacteur van verscheidene publicaties over de institutionele aspecten van overheidsautomatisering en het effect daarvan op politiek en burgers.
In 2013 kende de Vereniging voor Bestuurskunde de L.P. van de Spiegelprijs aan hem toe.
Prof. mr. dr. I.Th.M. Snellen overleed in 2018 op 85-jarige leeftijd. Hij was getrouwd en kreeg verscheidene kinderen, onder wie prof. dr. Ignas Snellen, hoogleraar astronomie te Leiden.